# Prény
Prény est une commune française située dans le département de Meurthe-et-Moselle, en région Grand Est. Ce village fait partie du parc naturel régional de Lorraine.

## Géographie

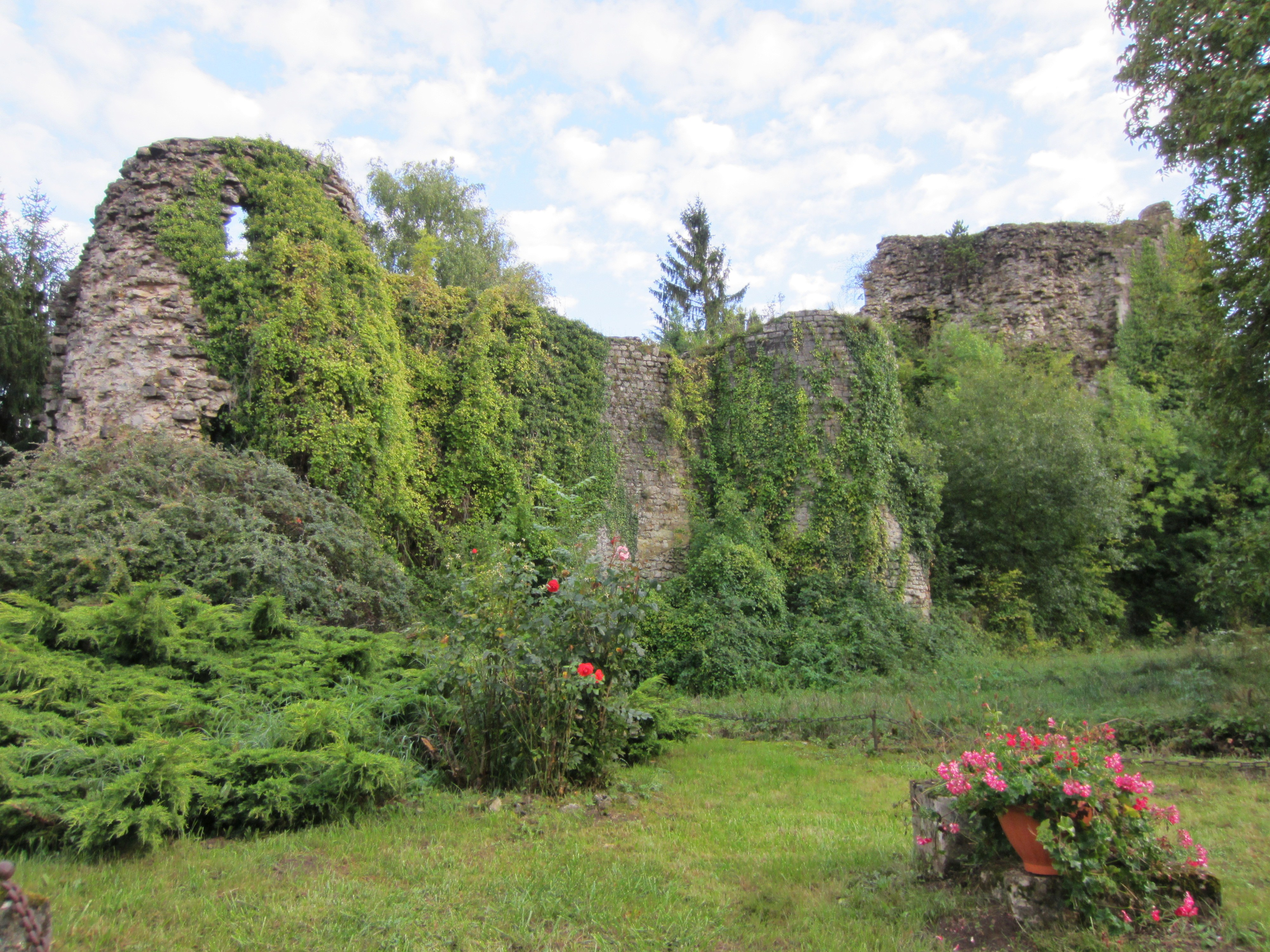
Le château.

Le village de Prény, bâti sur les pentes d'un éperon rocheux, est entouré de forêts et de champs.
La commune se trouve sur le tracé de la LGV Est européenne (Ligne à Grande Vitesse) reliant Paris à Strasbourg qui la traverse sur sept kilomètres. Quatre ponts, dont la propriété et l'entretien devraient échoir à la commune de Prény, ont été bâtis afin de relier les deux parties de la commune séparées par cette voie de chemin de fer. Parti de Prény le 3 avril 2007 à 13 h, le TGV a battu le record du monde de vitesse jamais réalisé par un train avec 574,8 km/h affichés au compteur.
De nombreuses sources et ruisseaux sont répertoriés dont le ruisseau du Moulon alimenté par les sources des Abreuvoirs, de Saint-Helcourt et du Pilan.
Aucune industrie n'est présente à Prény, la principale ressource de la commune étant sa forêt. En 1750, la communauté villageoise possédait 850 arpents de surface boisée soit à peu près 170,80 hectares qui servaient principalement à alimenter les habitants en bois de chauffage grâce au droit d'affouage. La céréaliculture, les élevages ovin et bovin sont les principales activités agricoles, la viticulture ayant presque disparu au début du XXe siècle. Seuls quelques pieds de vigne entretenus par des particuliers subsistent ainsi que des vergers constitués de mirabelliers, pruniers, quetschiers, prunelliers, pommiers, poiriers, cerisiers, noyers et pêchers.
La ferme de la Souleuvre située sur le territoire de la commune de Vilcey-sur-Trey produit plusieurs fromages à partir de son troupeau de vaches Holstein qui pâture sur des terres sises sur le ban de Prény d'où leur appellation de « Fromages de Prény ».
Depuis 2004, un grand marché campagnard a lieu annuellement vers la fin septembre et attire de nombreux curieux venant de la région entière.
Le village, dominé par le château, s'étale sur trois étages. Les vignes se trouvaient autrefois sur les pentes aménagées en terrasses face au sud, ce qui lui donne l'apparence d'un village de Provence. Par conséquent, Prény ne peut pas être rangé dans la catégorie des villages-rue lorrains traditionnels puisque ces derniers se présentent sous la forme de deux rangées de maisons situées l'une en face de l'autre avec la rue au centre et des usoirs entre les maisons et la route ou chemin d'où un aspect de rue large. Dans le vieux bourg de Prény, les rues sont étroites et les usoirs inexistants. Ce village est donc le résidu d'une ancienne cité médiévale.
| Villecey-sur-Mad           | Onville         | Pagny-sur-Moselle  |
| Waville                    | Prény           | Vandières          |
| Rembercourt-sur-Mad Jaulny | Vilcey-sur-Trey | Villers-sous-Prény |

### Hydrographie

#### Réseau hydrographique
La commune est dans le bassin versant du Rhin au sein du bassin Rhin-Meuse. Elle est drainée par le ruisseau de Moulon,.

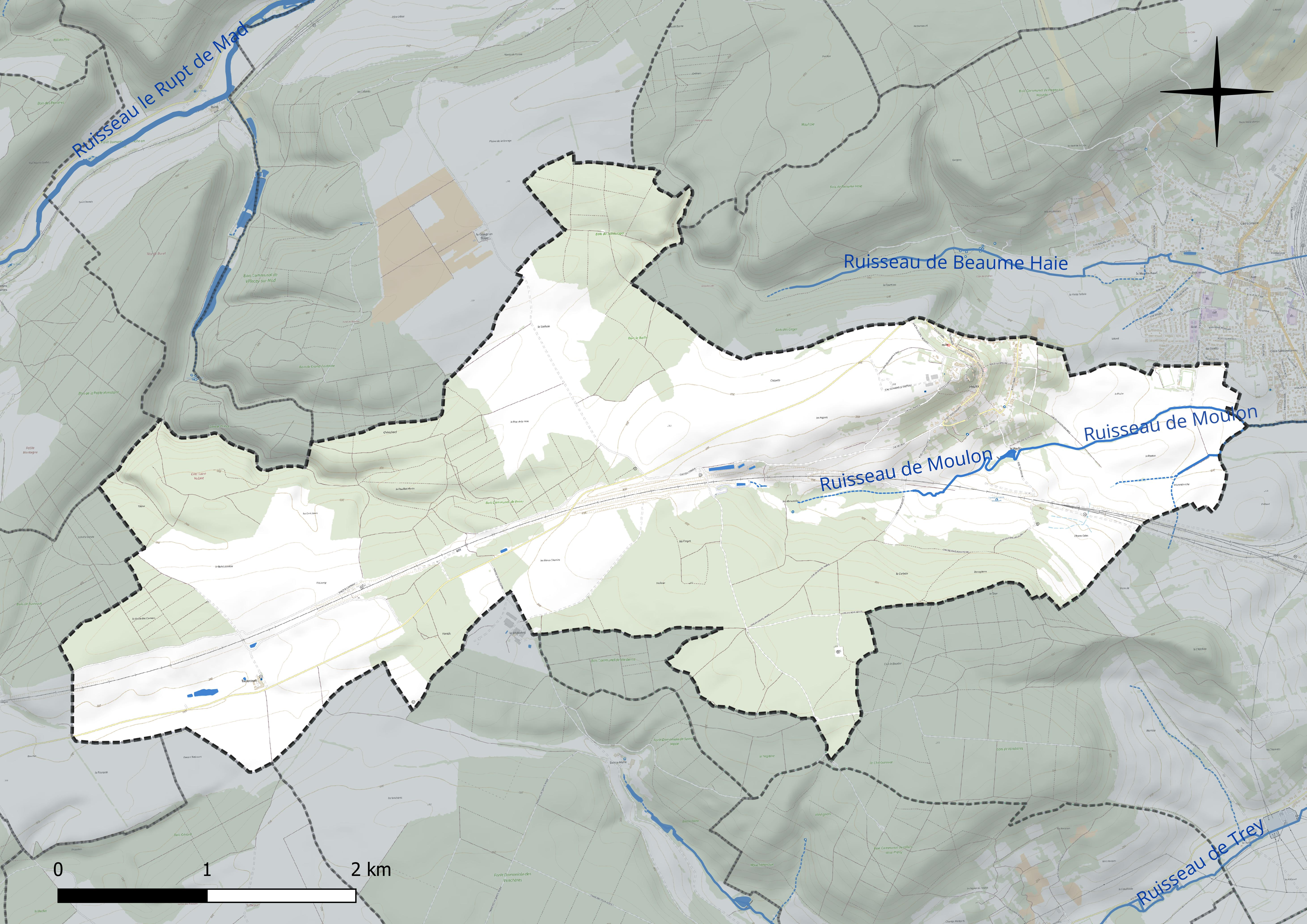
Réseau hydrographique de Prény.

#### Gestion et qualité des eaux
Le territoire communal est couvert par le schéma d'aménagement et de gestion des eaux (SAGE) « Rupt de Mad, Esch, Trey ». Ce document de planification concerne les bassins versants du Rupt de Mad, de l’Esch et du Trey. Le périmètre a été arrêté le 2 juin 2014, la commission locale de l'eau (CLE) a été créée le 20 juin 2017, puis modifiée le 26 mars 20210. La structure porteuse de l'élaboration et de la mise en œuvre est le Parc naturel régional de Lorraine.
La qualité des cours d’eau peut être consultée sur un site dédié géré par les agences de l’eau et l’Agence française pour la biodiversité.

### Climat
Pour des articles plus généraux, voir Climat du Grand Est et Climat de Meurthe-et-Moselle.
En 2010, le climat de la commune est de type climat des marges montargnardes, selon une étude du Centre national de la recherche scientifique s'appuyant sur une série de données couvrant la période 1971-2000. En 2020, Météo-France publie une typologie des climats de la France métropolitaine dans laquelle la commune est exposée à un climat semi-continental et est dans la région climatique  Lorraine, plateau de Langres, Morvan, caractérisée par un hiver rude (1,5 °C), des vents modérés et des brouillards fréquents en automne et hiver.
Pour la période 1971-2000, la température annuelle moyenne est de 9,3 °C, avec une amplitude thermique annuelle de 16,5 °C. Le cumul annuel moyen de précipitations est de 811 mm, avec 12,1 jours de précipitations en janvier et 8,9 jours en juillet. Pour la période 1991-2020, la température moyenne annuelle observée sur la station météorologique de Météo-France la plus proche, « Nonsard », sur la commune de Nonsard-Lamarche à 18 km à vol d'oiseau, est de 10,7 °C et le cumul annuel moyen de précipitations est de 690,8 mm. 
La température maximale relevée sur cette station est de 40,1 °C, atteinte le 25 juillet 2019 ; la température minimale est de −17 °C, atteinte le 1er mars 2005,,.
Les paramètres climatiques de la commune ont été estimés pour le milieu du siècle (2041-2070) selon différents scénarios d'émission de gaz à effet de serre à partir des nouvelles projections climatiques de référence DRIAS-2020. Ils sont consultables sur un site dédié publié par Météo-France en novembre 2022.

## Urbanisme

### Typologie
Au 1er janvier 2024, Prény est catégorisée commune rurale à habitat dispersé, selon la nouvelle grille communale de densité à sept niveaux définie par l'Insee en 2022.
Elle est située hors unité urbaine. Par ailleurs la commune fait partie de l'aire d'attraction de Metz, dont elle est une commune de la couronne,. Cette aire, qui regroupe 245 communes, est catégorisée dans les aires de 200 000 à moins de 700 000 habitants,.

### Occupation des sols
L'occupation des sols de la commune, telle qu'elle ressort de la base de données européenne d’occupation biophysique des sols Corine Land Cover (CLC), est marquée par l'importance des territoires agricoles (54,9 % en 2018), une proportion sensiblement équivalente à celle de 1990 (54,5 %). La répartition détaillée en 2018 est la suivante : 
terres arables (44,2 %), forêts (39,9 %), zones agricoles hétérogènes (8,3 %), milieux à végétation arbustive et/ou herbacée (5,3 %), prairies (2,3 %). L'évolution de l’occupation des sols de la commune et de ses infrastructures peut être observée sur les différentes représentations cartographiques du territoire : la carte de Cassini (XVIIIe siècle), la carte d'état-major (1820-1866) et les cartes ou photos aériennes de l'IGN pour la période actuelle (1950 à aujourd'hui).

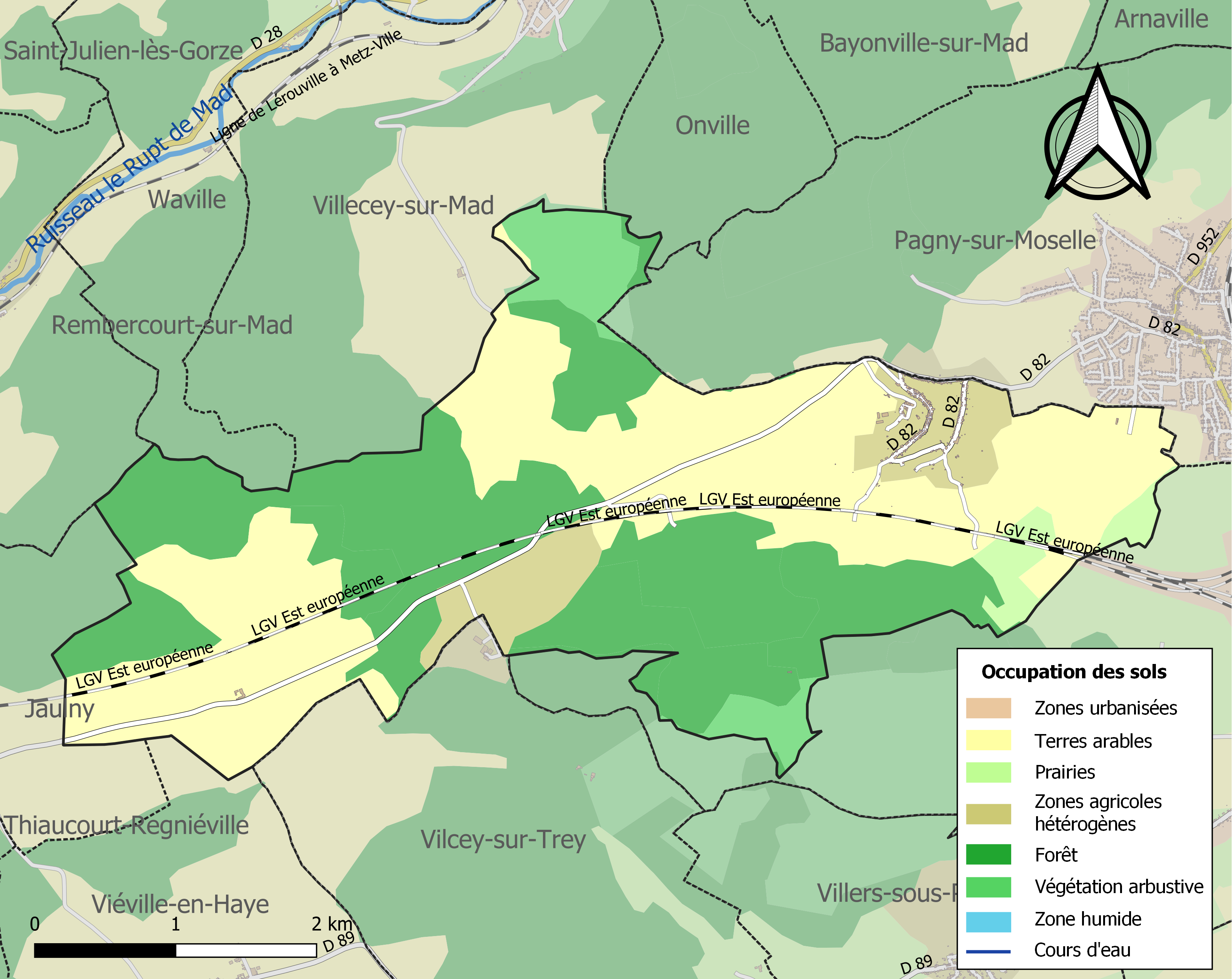
Carte des infrastructures et de l'occupation des sols de la commune en 2018 (CLC).

## Toponymie
Le nom de la localité est attesté sous les formes Prunidum in pago Scarponensi (745) ; Capella Prisgney (960) ; Prisney (977) ; Rotridus de Prisneo (1065) ; Prisnay, Prisnei (1138) ; Castrum Prigney ; Ecclesia Sanctæ-Mariæ de Prisneio (1162) ; Castrum et suburbium de Prisnei (1209) ; Prinei (1220-1251) ; Priney (1293) ; Prignei (1332) ; Pringney (1349) ; Priny ! Priny ! ; Parney, Prineyum, Parneyum (1402) ; Preney (1444) ; Prugneyum (1530) ; Priney-au-Duc (1542) ; Preny-le-Duc (1571) ; Preny, Perny ou Priny (1719) ; Perny.

Du latin prunus « prunier » et du suffixe collectif -etum « verger de pruniers ».
Le plus ancien nom connu de Prény n'est pas Prunidum, comme l'a affirmé Henri Lepage, mais Perniacum, terme retrouvé en parcourant les archives départementales de Meurthe-et-Moselle où un document fait mention de Perniacum (Prény) et Paterniacum (Pagny-sur-Moselle). La terminaison de Prény par un y indique clairement que l'origine de cette dénomination se terminait par la forme latine iacum signifiant à dans le sens « appartient à ».
De plus, la liste d'anciennes dénominations fournie par Henri Lepage n'est pas tout à fait exacte, la forme Parney correspondant à Pagny-sur-Moselle.

## Histoire

### Préhistoire et période gallo-romaine
Le territoire de la commune de Prény était peuplé à l'époque celtique. Il semblerait qu'un oppidum ait existé sur son ban. À l'époque gallo-romaine son territoire connaît plusieurs établissements humains notamment à l'emplacement du village actuel mais aussi à proximité de la ferme de Tautecourt, relique d'un ancien hameau ou village comme l'ont prouvé les fouilles préventives effectuées lors de la construction de la ligne ferroviaire à grande vitesse.

### Haut moyen âge
À l'époque mérovingienne, des recherches archéologiques récentes le prouvent, les habitants de la cour de Tauto, chef au nom germanique de ce lieu, pratiquaient déjà les rites chrétiens notamment dans l'ensevelissement de leurs défunts dans une nécropole qui a été mise au jour. À la fin de l'époque carolingienne, Prény est mentionné pour la première fois dans un acte officiel daté de 962 sous la forme de Capella Prisney (« la chapelle de Prény »).

### De l'an Mil auXVesiècle

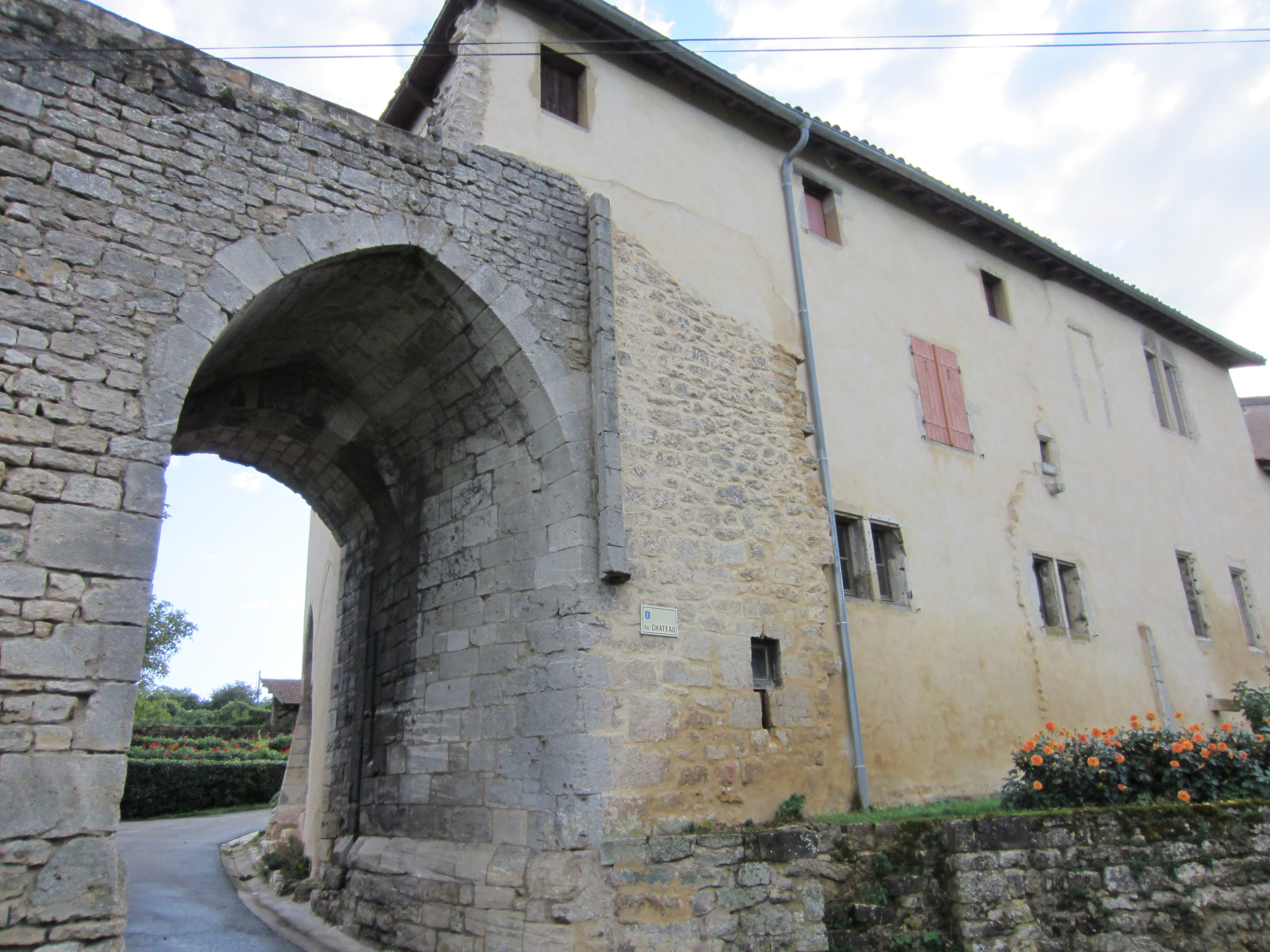
La Grande Porte aux champs.

En 1048, Gérard d'Alsace devenait duc de Lorraine et du coup avoué, c'est-à-dire protecteur, des terres que possédait l'abbaye messine de Saint-Pierre-aux-Nonnains à Prény. En 1050, ce dernier nommait Refroid de Conflans, dit de Prény, avoué de ce village.
Le château devient la résidence principale des ducs de Lorraine aux XIIe et XIIIe siècles. Prény,
urbum et suburbum, est alors un siège politique, cultuel et culturel. En 1139, Guillaume dit Refroid, avoué de Prény de 1138 à 1168, donnait à l'abbaye de Sainte-Marie-aux-Bois fondée depuis une dizaine d'années le ban et les pâtures de Tautecourt ainsi que le droit d'usage du ban de Prény et de ses pâtures. En 1207, le château est pris et détruit en partie par le comte de Bar qui, depuis son château de Mousson, défie constamment le duc de Lorraine. Du XIIIe siècle à la première moitié du XVe siècle, la vie des habitants est perturbée régulièrement par les conflits qui opposent la Maison de Lorraine à la Maison de Bar ou aux évêques puis à la République de Metz. Au XVe siècle, la puissance montante de la Maison de Bourgogne devient menaçante pour l'indépendance lorraine. Charles le Téméraire, duc de Bourgogne, envahissant la Lorraine, passe avec son armée à proximité de Prény mais s'abstient bien de s'attaquer à son château, qui après sa reconstruction dans les années qui ont suivi le désastre de 1207 est devenu un véritable chef-d'œuvre d'architecture militaire médiévale, imprenable par la force. En 1451-1452, Prény fut décimé par une terrible épidémie de peste.

### XVIeetXVIIesiècles
Siège de prévôté, une quinzaine de sorcières y furent brûlées entre 1580 et 1632. Cet épisode tragique de l'histoire locale donna naissance à la légende de la Dame blanche, l'une de ces sorcières revenant hanter certaines nuits le lieu de son supplice en poussant des cris lugubres.
Lors des plaids annaux, présidés par le prévôt, qui se réunissaient deux fois dans l'année, la première vingt jours après noël, la seconde à la mi-mai, les gens de la justice de Prény étaient obligés de visiter les chemins et sentiers du ban communal afin de s'assurer qu'ils n'eussent pas été grignotés par les paysans riverains. De plus toutes les parcelles y aboutissant devaient être clôturées en toutes saisons de l'année à l'exception de celle des soumares. Tout contrevenant était soumis à une amende de dix blancs.
Par lettres patentes délivrées le 8 mars 1617 le duc de Lorraine Henri II abandonnait sa seigneurie de Prény à son conseiller d’État André des Porcelets, sieur de Maillane. Le 14 août, le nouveau maître des château, ville, terre et seigneurie de Prény abandonnait sa récente acquisition à Louis de Guise, comte de Boulay. L'année suivante ce dernier, à la suite d'un accord avec les habitants de Prény, renonçait à percevoir les banalités des fours et pressoirs en échange du payement d'une taxe de six gros par conduit pour les fours et autant par jour de vigne. À la suite du décès, en 1631, du comte, devenu prince de Phalsbourg et maréchal de Lorraine, c'est sa veuve Henriette de Vaudémont, sœur du duc Charles IV, qui se retrouva à la tête de cette seigneurie.
En 1632, avec l'invasion des armées françaises, la Lorraine entrait dans la guerre de Trente Ans. L'installation des troupes françaises au château, le passage de leurs alliés suédois, la famine et la peste désolent ce lieu qui perd un peu plus de la moitié de ses habitants et a par conséquent moyennement souffert si on le compare à d'autres contrées de la Lorraine qui ont parfois perdu les deux tiers de leurs populations. Les longues occupations françaises vont alors se succéder jusqu'au début du XVIIIe siècle.
Le 28 septembre 1695, Monseigneur Henry de Thiard de Bissy, évêque de Toul, ordonnait aux habitants de Prény d'abandonner leur antique église située à l'extérieur du village pour la chapelle du château qui devait être transformée en église entérinant ainsi une pratique qui se faisait déjà depuis soixante dix années. Malgré l'opposition du parlement de Metz, cour de justice française, cette décision entra en vigueur en 1697 avec le retour du duc de Lorraine et le départ des Français.

### XVIIIesiècle
Entre 1700 et 1707, le bel ensoleillement dont bénéficia la Lorraine eut pour conséquence des récoltes frumentaires et vinicoles abondantes qui se traduisirent par une chute des prix notamment pour le vin. Le village étant alors principalement peuplé de vignerons, nombre d'entre eux furent obligés d'emprunter de l'argent afin de subvenir à leurs besoins les plus élémentaires. Peuplé de 212 habitants en 1708, la population de Prény stagna de 280 à 320 habitants entre 1740 et 1790, cette variation étant principalement la conséquence d'épidémies qui frappaient régulièrement une population dont les premières victimes étaient les plus faibles, c'est-à-dire les enfants en bas âge et les anciens. Entre 1765 et 1800, 1782 fut l'année la plus meurtrière à Prény avec 27 décès pour 17 naissances. Les chroniques de l'époque évoquent une épidémie de grippe qui se serait propagée de l'est vers l'ouest de la France à partir de l'hiver 1781-1782. De plus une famine aurait sévi au cours de cette année qui connut un mois de juillet très chaud avec des températures approchant les 40 degrés certains jours. Si nous exceptons la période révolutionnaire comprise entre 1790 et 1793, la population ne cessa d'augmenter régulièrement jusqu'en 1825. Le 28 mai 1731, Prény, peu peuplé, perdait son siège de prévôté et de gruerie au profit de la localité voisine de Pagny-sous-Prény. Prény, dont le nom « Priny » servait de cri de guerre aux armées du duc de Lorraine, allait suivre le destin du reste de la Lorraine : règne du roi déchu de Pologne, Stanislas Leszczynski de 1738 à 1766, annexion par la France en 1766. En 1773, les habitants de Prény choisissaient à nouveau leur ancienne église comme lieu de culte.

### XIXesiècle
Sous le Ier Empire, une douzaine d'hommes, dont un quart ne reviendra pas, servirent dans l'armée impériale. L'un d'entre eux fut nommé chevalier de la Légion d'honneur en 1813. En 1824 une nouvelle église était bâtie au centre du village.
Entre la mi-septembre 1843 et mars 1844, une épidémie de dysenterie tua en six mois trente-deux personnes puis, du 7 juin au 24 juillet 1854, c'est une épidémie de choléra qui emporta vingt-deux personnes dans la tombe. À la suite de la chute de la monarchie de Juillet le 24 février 1848, la IIe République avait été instaurée. Cependant, à Prény, le maire Joseph Michel Thiery, nommé par l'ancien régime, était toujours en place ce qui paraissait insupportable à nombre d'habitants. Le 4 juin 1848, une pétition était rédigée et signée par de nombreux chefs de famille du village avant d'être envoyée à la préfecture afin de demander la dissolution du conseil municipal.
Le coup d'État du prince-président Louis Napoléon Bonaparte, le 2 décembre 1851, eut pour conséquence, à Prény, la destitution du maire élu démocratiquement, Pierre Paul Gornay qui ne cessera de s'opposer au nouveau pouvoir incarné par son successeur nommé par la préfecture. À la suite de la déclaration de guerre le 19 juillet 1870 de la France à la Prusse, Prény était occupé le 13 août 1870 par l'armée prussienne qui imposa des amendes et taxes abusives à la commune. Cette occupation devait perdurer jusqu'au 2 août 1873, Prény se retrouvant désormais à proximité de la nouvelle frontière franco-allemande. Après les élections municipales du 6 janvier 1878, François Étienne Moncé, ancien fidèle du pouvoir bonapartiste, fut reconduit dans sa fonction de maire, le 20 janvier 1878, par le conseil municipal, contre son éternel rival, le républicain Pierre Paul Gornay. Il en fut de même à l'issue du scrutin fort disputé du 9 janvier 1881 même si cette fois-ci, la victoire fut plus courte face à Pierre Paul Gornay-Bouchon, fils de son ancien rival. Décédé le 30 juin 1883, François-Étienne Moncé fut remplacé par son adjoint, François Viscat, à la tête de la mairie mais ce dernier fut évincé par Maximilien Gérard lors des élections municipales de 1884.

### XXesiècle
À la suite de la crise internationale qui avait éclaté après l'assassinat de l'héritier du trône d'Autriche-Hongrie survenu le 28 juin 1914, la France mettait en alerte son armée. Le 31 juillet un peloton de cavalerie du 12e chasseur et les première et quatrième compagnies du 25e bataillon de chasseurs à pied, se déployaient à Prény en groupe de couverture. Le 7 août, une patrouille de la garde saxonne était anéantie par les chasseurs qui furent relevés le 17 août par le 65e bataillon de réserve de chasseurs à pied. Le succès allemand lors de la bataille des frontières obligea les militaires français à abandonner le village qui fut occupé par les troupes allemandes à partir du 5 septembre.
De 1914 à 1918, le village vécut une éprouvante occupation des troupes allemandes ; les combats qui se déroulèrent du 25 septembre au 10 novembre 1918, lors de l'offensive américaine, causèrent de nombreux dégâts avec la destruction de l'église, de certaines parties du château et de 60 % des habitations partiellement ou totalement détruites. Quinze jeunes hommes du village furent tués sous les drapeaux et un civil perdit la vie. Un monument aux morts fut érigé, taillé par une famille de tailleurs de pierre du village, à leur mémoire. Deux ans après la signature de l'armistice, le 11 novembre 1918, planait encore l'ombre de la Grande guerre sur les comptes de la commune, question principale qui fut abordée lors de la réunion du conseil municipal, le 12 décembre 1920, à laquelle assistèrent tous les conseillers à l'exception d'Alfred Hocquart. En 1922, Prény était enfin raccordé au réseau électrique.
Bien que n'étant plus situé à proximité immédiate de la frontière franco-allemande depuis 1918, le village servit de cantonnement à différentes unités de l'armée française au cours de la période que l'on nomma « drôle de guerre », entre la déclaration de guerre à l'Allemagne le 3 septembre 1939 et le déclenchement de l'offensive allemande sur le front de l'ouest le 10 mai 1940. De juin 1940 à septembre 1944, la population subit une nouvelle occupation allemande dont elle fut libérée une nouvelle fois par les troupes des États-Unis.
Le retour de Gaston Dauphin, qui avait perdu son siège de maire en 1947 au profit d'Albert Vautrin, à la tête de la municipalité en 1953, eut pour conséquence un conseil municipal fort divisé au sein duquel s'opposaient deux camps adverses. Ainsi, afin d'afficher leur opposition, monsieur Vautrin et ses amis pratiquaient la politique de la chaise vide, paralysant ainsi le fonctionnement des instances communales.
(Sources tirées d'articles de Manuel Bazaille publiés dans Nos Villages Lorrains, revue d'histoire de Pagny-sur-Moselle et des villages voisins, dans la Revue lorraine populaire ainsi que dans la Nouvelle Revue lorraine.)

## Politique et administration
Par arrêté préfectoral de la préfecture de la région Grand-Est en date du 9 décembre 2022, la commune de Prény a intégré l'arrondissement de Toul au 1er janvier 2023.

## Population et société

### Démographie
L'évolution du nombre d'habitants est connue à travers les recensements de la population effectués dans la commune depuis 1793. Pour les communes de moins de 10 000 habitants, une enquête de recensement portant sur toute la population est réalisée tous les cinq ans, les populations de référence des années intermédiaires étant quant à elles estimées par interpolation ou extrapolation. Pour la commune, le premier recensement exhaustif entrant dans le cadre du nouveau dispositif a été réalisé en 2005.

En 2022, la commune comptait 373 habitants, en évolution de +4,19 % par rapport à 2016 (Meurthe-et-Moselle : −0,13 %, France hors Mayotte : +2,11 %).
| 1793 | 1800 | 1806 | 1821 | 1831 | 1836 | 1841 | 1846 | 1851 |
| ---- | ---- | ---- | ---- | ---- | ---- | ---- | ---- | ---- |
| 207  | 357  | 393  | 422  | 424  | 394  | 384  | 360  | 356  |

| 1856 | 1861 | 1872 | 1876 | 1881 | 1886 | 1891 | 1896 | 1901 |
| ---- | ---- | ---- | ---- | ---- | ---- | ---- | ---- | ---- |
| 389  | 402  | 382  | 385  | 380  | 385  | 376  | 373  | 344  |

| 1906 | 1911 | 1921 | 1926 | 1931 | 1936 | 1946 | 1954 | 1962 |
| ---- | ---- | ---- | ---- | ---- | ---- | ---- | ---- | ---- |
| 344  | 325  | 249  | 244  | 215  | 213  | 185  | 221  | 181  |

| 1968 | 1975 | 1982 | 1990 | 1999 | 2005 | 2006 | 2010 | 2015 |
| ---- | ---- | ---- | ---- | ---- | ---- | ---- | ---- | ---- |
| 157  | 165  | 239  | 303  | 340  | 382  | 379  | 374  | 362  |

| 2020 | 2022 | - | - | - | - | - | - | - |
| ---- | ---- | - | - | - | - | - | - | - |
| 365  | 373  | - | - | - | - | - | - | - |

## Culture locale et patrimoine

### Lieux et monuments

#### Édifices civils
Nombreux sont les monuments :

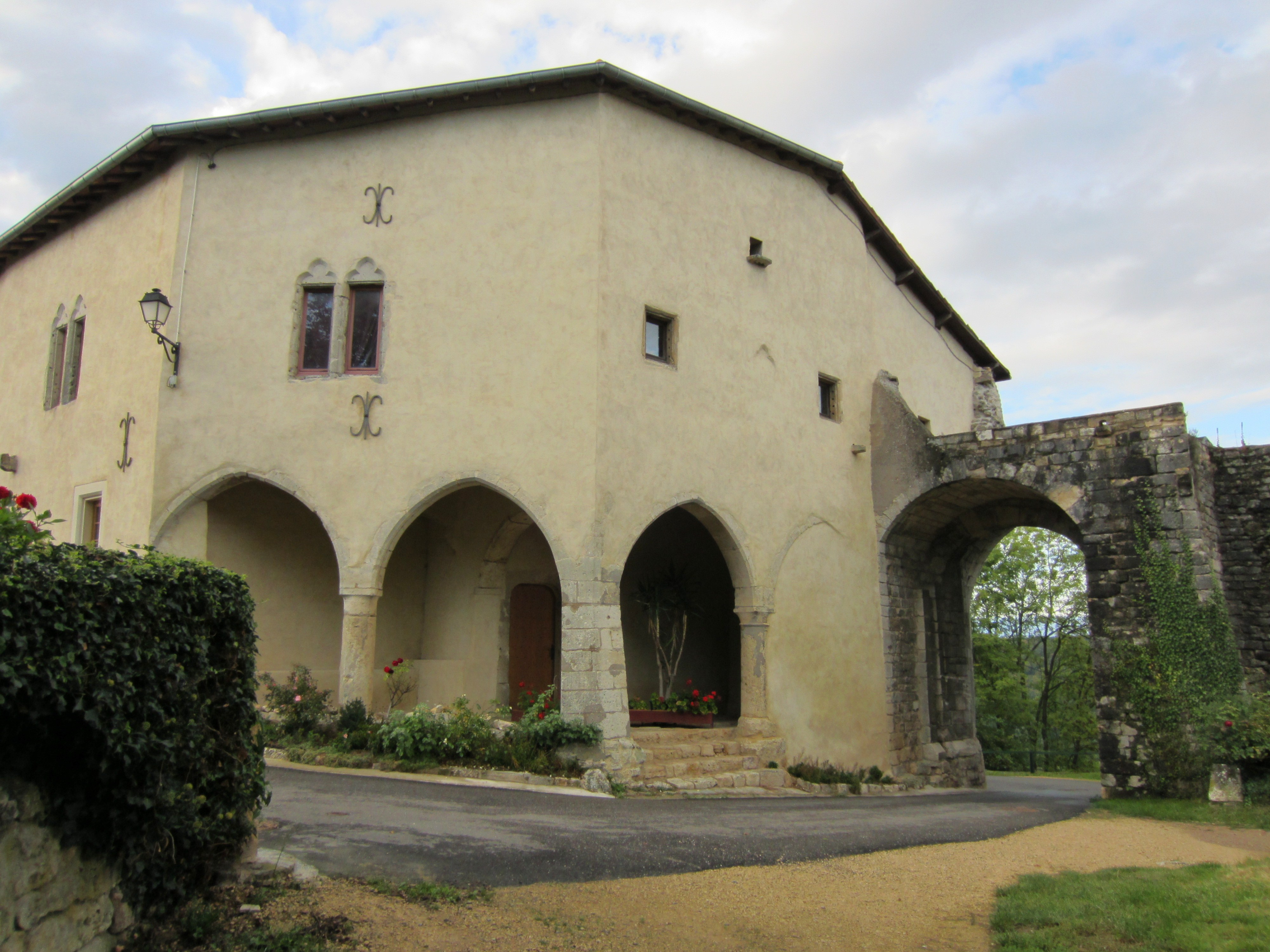
Le corps de garde et la grande porte aux Champs.

- Le château en est le plus important, fragmenté depuis un certain temps en plusieurs propriétés dont certaines appartiennent à la commune. Ses ruines sont classées au titre des monuments historiques par liste de 1862[27].
- Le corps de garde du château bâti entre 1251 et 1303 sous le règne du duc Ferry III de Lorraine. Le corps de garde en totalité, y compris les sous-sols, est inscrit aux monuments historiques par arrêté du 16 juillet 2001[27]
- Le monument aux morts de la rue des Remparts.
- Le calvaire Georges des Aulnois a été érigé en 1823.
- La fontaine de Ferret, dont l'ancienneté est indéterminée mais qui existait déjà en 1634, était réputée pour son eau ferrugineuse aujourd'hui qualifiée de non potable.
- Le lavoir du Sauvoy.
- Le Grand Lavoir ou lavoir au Linge restauré en 2006.
- Deux puits, l'un dans la rue Mandeguerre, l'autre dans la rue des Remparts.
- Sculpture des artistes Detanico&Lain en lien avec l'arrivée de la Ligne à Grande Vitesse

#### Édifices religieux

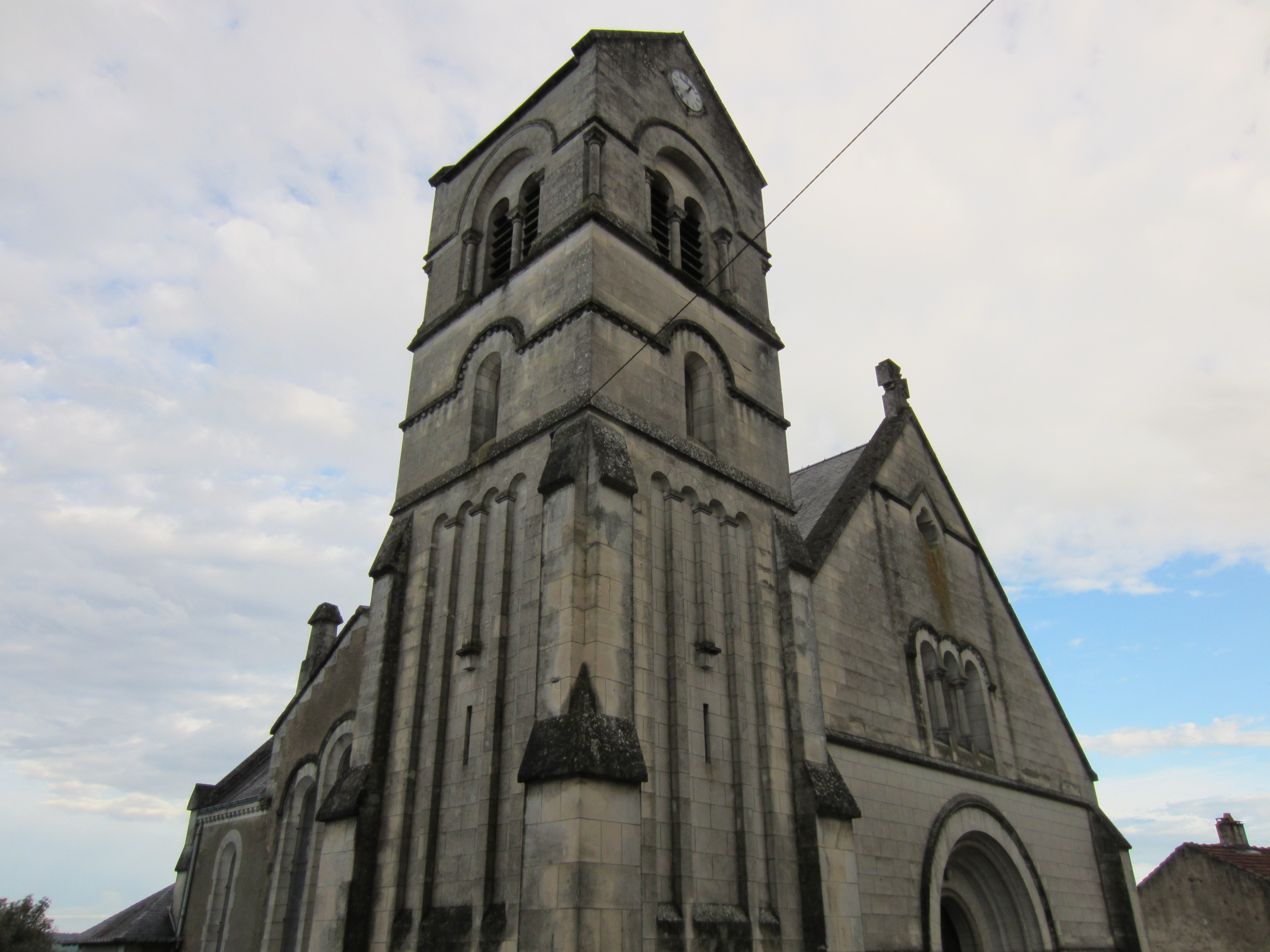
Église Saint-Pierre.

- Église Saint-Pierre reconstruite en 1924.
- Chapelle Notre-Dame-de-Pitié abritant une pietà et située au cimetière de Prény. Elle est bâtie en 1857 conformément au vœu de l'abbé Petitmangin, curé de Prény, à la suite de l'épidémie de choléra de 1854. Elle est consacrée le 5 juin 1859, en présence d'une foule immense, par Alexis-Basile-Alexandre Menjaud, évêque de Nancy et premier aumônier de l'empereur Napoléon III[28].

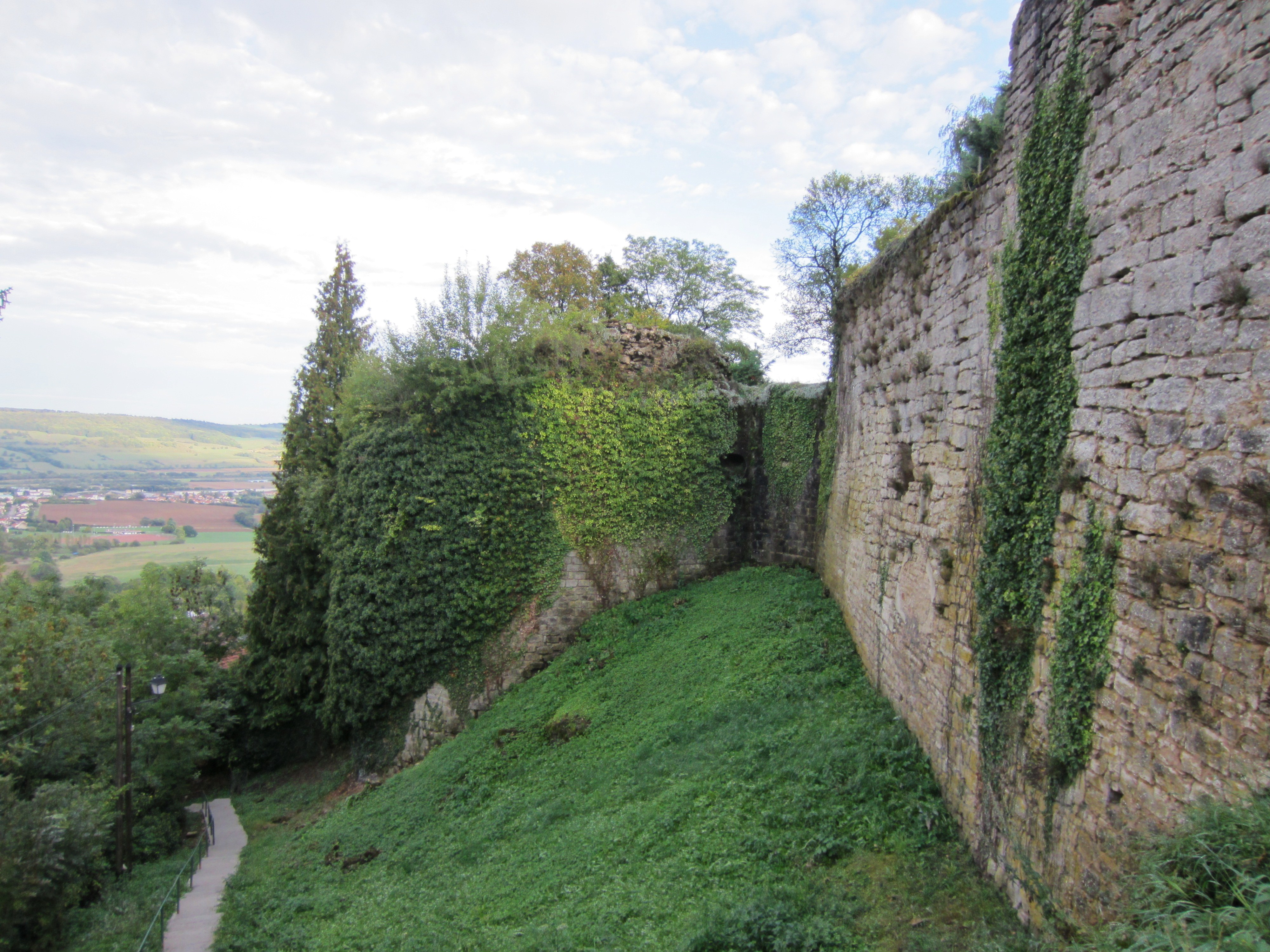
Enceinte du château.
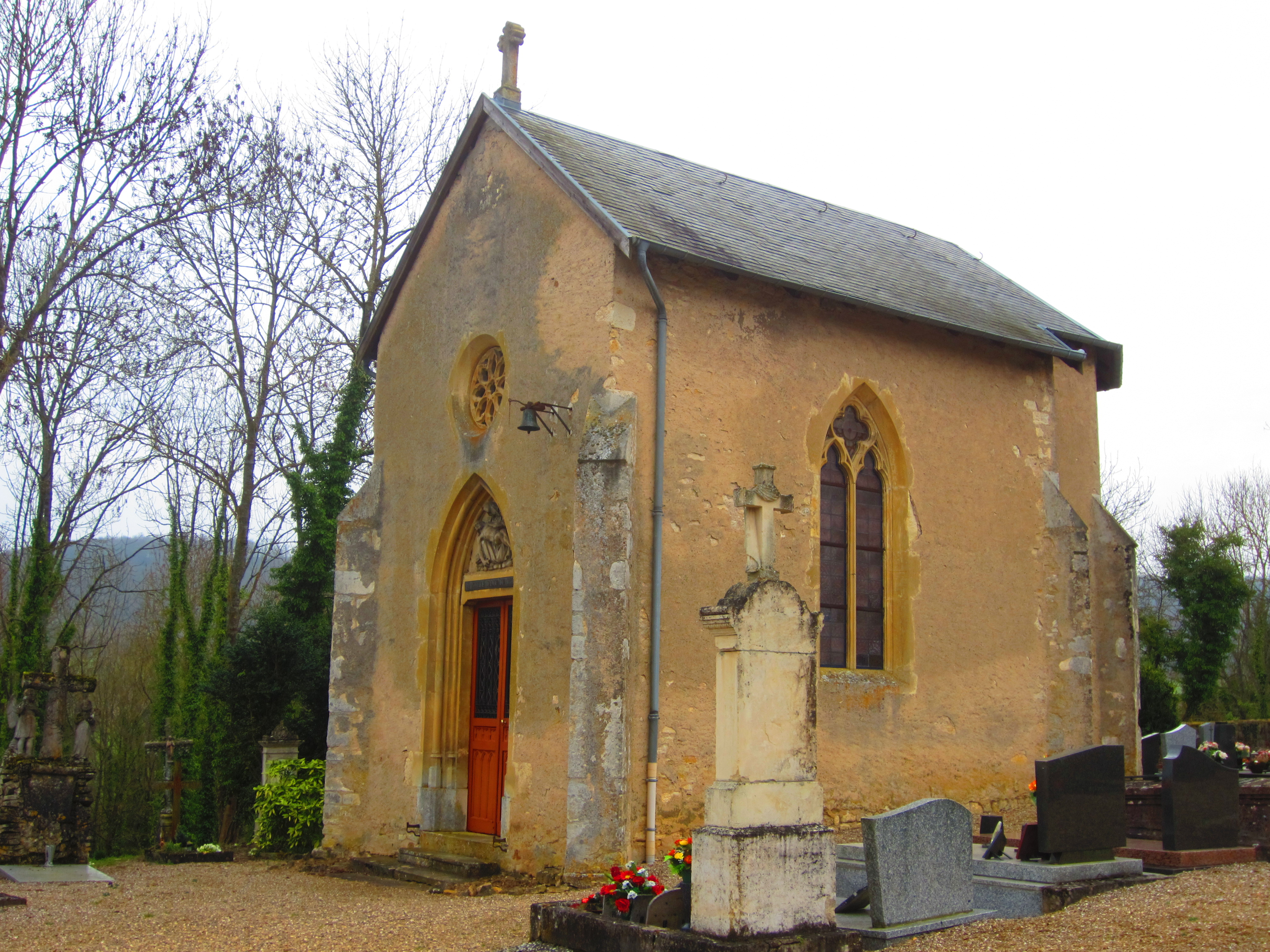
Chapelle Notre-Dame-de-Pitié.

### Personnalités liées à la commune
- Simon Ier, duc de Lorraine.
- René Charles, médecin, professeur royal à Besançon, début du XVIIIe siècle - source : Dictionnaire statistique du département de la Meurthe, E.G. Éd. Creusat/Lunéville 1836.
- Édouard Sauer, archiviste des archives de Moselle, né en 1819 à Prény[29].
- Ernst Jünger (1895-1998) a séjourné à Prény en avril 1915 : « Nous escaladâmes les hauts de Moselle dans la matinée et nous arrêtâmes à Prény, délicieux village montagnard, surmonté d'une ruine féodale[30] ».
- L'abbé Alban Guyot, curé de Pierre-la-Treiche.
- Achille Gornay, professeur de langues, érudit, auteur d'un dictionnaire français-latin-allemand et de plusieurs articles.
- Manuel Bazaille (historien dont l'œuvre est principalement consacrée au passé de Prény) : auteur de La communauté villageoise de Prény au XVIIIe siècle, de Le château de Prény, forteresse des Ducs de Lorraine, paru en 2024 aux Éditions des Paraiges, et de centaines d'articles publiés dans les revues Nos Villages lorrains, La Revue lorraine populaire, Généalogie lorraine, La Nouvelle Revue lorraine, La Gazette d'Esprit Xviiie siècle, Le Bonapartiste et divers bulletins paroissiaux.

### Héraldique
| Blason de Prény | Blason  | D'azur à la tour d'argent maçonnée et ajourée de sable sur une montagne de sinople, accompagnée en chef d'un alérion d'or. |
| Blason de Prény | Détails | Il s'agit du blason de Prény, déjà utilisé en 1608, qui représente, sans doute, la grosse tour de Mande-Guerre, ou annonce guerre, car il y avait dans cette tour une cloche dont on se servait pour signaler l'approche de l'ennemi. Le nom de Prény servait d'ailleur de cri de guerre aux ducs de Lorraine (Priny! Priny!). Prény était le chef-lieu d'une prévôté dont la juridiction s'étendait encore en 1751 sur quatorze villages. Le statut officiel du blason reste à déterminer. |